# Batalla de Nördlingen (1645)
La segunda batalla de Nördlingen (3 de agosto de 1645) se libró al sureste de Nördlingen cerca del pueblo de Alerheim. Las fuerzas francesas y sus aliados protestantes alemanes, mandadas por el vizconde de Turenne y por el duque de Enghien, derrotaron a las fuerzas del Sacro Imperio Romano Germánico y sus aliados bávaros de la Liga católica, comandadas por Johann von Werth.
Como consecuencia Francia reforzó la conquista de Alsacia, que le fue confirmada por la Paz de Westfalia, con excepción de la ciudad de Estrasburgo.

## Antecedentes
La anterior batalla de Marienthal había vuelto nuevamente vulnerable la frontera oriental de Francia con el Sacro Imperio Romano Germánico. Para conjurar el peligro, los franceses enviaron a Condé, que hizo frente al enemigo en la llanura de Nördlingen el 4 de agosto de 1645.
En medio de la llanura de Nördlingen, una de las mayores de la Franconia, se encontraban dos colinas, separadas entre sí unos cientos de metros. La primera, Vineberg, era escarpada, y en la segunda Allerheim, se alzaba un castillo. Entre ambas se halla el pueblo de Allerheim. El jefe bávaro Franz von Mercy se había fortificado en la ella tras la victoria de Marienthal. Von Mercy contaba unos efectivos de quince mil soldados y veintiocho cañones. EL ejército francés, por su parte, tenía unos similares: diecisiete mil soldados e igual número de piezas e artillería que el enemigo.

## Batalla
Condé decidió asaltar las líneas enemigas, pese a hallarse fortificadas y a las dudas del vizconde de Turena, que mandaba la izquierda del ejército francés. Catorce cañones franceses batieron el centro enemigo, pero Condé, impaciente, decidió pronto acometer al enemigo con la infantería, hacia las tres de la tarde del día 4. Los franceses tomaron las primeras defensas del pueblo, pese al castigo de la artillería enemiga, que los bombardeaba tanto desde el propio pueblo como desde los flancos. Von Mercy despachó refuerzos para sostener el centro y los franceses acabaron retirándose. Retomaron el asalto al recibir a su vez refuerzos, pero fueron nuevamente repelidos tras un sangriento combate. Condé dirigió un tercer asalto, al que se opuso también personalmente Von Mercy, que resultó herido de muerte en la lucha. Los franceses se apoderaron de casi todo el pueblo tras reñida lid, pero los bávaros resistían en la iglesia y el cementerio. Para expulsarlos de estas posiciones Condé hizo incendiar el pueblo, aunque no el fuego no bastó.
Condé se unió entonces a Turena en el asalto por el flanco izquierdo a la colina de Vineberg, pero el asalto fue rechazado por el enemigo. Condé optó entonces por emplear la reserva, las tropas de Weimar y Hesse, que lograron apoderarse de la colina y poner en fuga a los bávaros que la defendían. A continuación Condé volvió sobre el pueblo, consiguiendo esta vez rendir los núcleos aún en poder del enemigo. En la derecha francesa, por el contrario, los bávaros habían desbaratado a los franceses. Johann von Werth, que mandaba la izquierda bávara, dudó entonces sobre si atacar el centro enemigo, tras recibir la noticia del descalabro del flanco izquierdo y la muerte de Von Mercy. Finalmente optó por retirarse a Alerheim y luego a Donaverte.

## Consecuencias
Cuatro mil bávaros muertos y dos mil fueron hechos prisioneros por los franceses en la batalla. Perdieron también quince cañones. Los franceses, por su parte, tuvieron un número similar de muertos y heridos: cuatro mil. Condé hizo enterrar a Von Mercy en el mismo campo de batalla con honores militares.